# Desfachatez
«Desfachatez» es una canción interpretada por el grupo español Fangoria, publicado como el segundo sencillo de su séptimo álbum de estudio, Cuatricromía (2013). En 2012, Fangoria comenzó grabar material musical para el álbum. Luego, seleccionaron a Guille Milkyway, del grupo La Casa Azul para trabajar con ellos en el proyecto. La compañía discográfica Warner Music Spain la publicó el 3 de julio de 2013.
«Desfachatez» es una canción dance de medio tiempo que incluye elementos electro.

## Vídeo musical
El 2 de julio de 2013 se estrena el vídeo musical para «Desfachatez» en la cuenta oficial del grupo en YouTube. El videoclip fue dirigido por Marçal Forés y producido por la compañía Canada. En él participan los actores Agustí Villaronga, Mingo Ràfols, Cristina S, Marta Amenós y Javier Botet. El videoclip retoma la temática de terror presente en trabajos anteriores del grupo, como «Eternamente inocente».